# Bissey-la-Pierre
Bissey-la-Pierre település Franciaországban, Côte-d’Or megyében. Lakosainak száma 68 fő (2022. január 1.). Bissey-la-Pierre Larrey, Poinçon-lès-Larrey, Balot, Laignes és Marcenay községekkel határos.

## Népesség
A település népességének változása:
| Lakosok száma | 83   | 59   | 54   | 81   | 71   | 73   | 74   | 76   | 73   | 68   |
|               | 1968 | 1982 | 1990 | 2006 | 2013 | 2015 | 2017 | 2019 | 2020 | 2022 |